# Седларе
Седларе је насеље у Србији у општини Свилајнац у Поморавском округу. Према попису из 2022. има 503 становника (према попису из 2011. било је 617 становника).
Указом Краља од 11. децембра 1924. године насеље је добило статус варошице.
Овде се налази Основна школа „Бранко Радичевић“ (Седларе).

## Демографија
У насељу Седларе живи 581 пунолетни становник, а просечна старост становништва износи 45,4 година (43,8 код мушкараца и 46,8 код жена). У насељу има 207 домаћинстава, а просечан број чланова по домаћинству је 3,33.
Ово насеље је великим делом насељено Србима (према попису из 2002. године).
|  |

| Демографија | Демографија | Демографија |
| Година      | Становника  | Становника  |
| ----------- | ----------- | ----------- |
| 1948.       | 1.196       |             |
| 1953.       | 1.248       |             |
| 1961.       | 1.283       |             |
| 1971.       | 1.212       |             |
| 1981.       | 1.178       |             |
| 1991.       | 1.076       | 819         |
| 2002.       | 690         | 954         |
| 2011.       | 617         |             |
| 2022.       | 503         |             |

| Етнички састав према попису из 2002.‍ | Етнички састав према попису из 2002.‍ | Етнички састав према попису из 2002.‍ | Етнички састав према попису из 2002.‍ | Етнички састав према попису из 2002.‍ |
| ------------------------------------ | ------------------------------------ | ------------------------------------ | ------------------------------------ | ------------------------------------ |
|                                      |                                      |                                      |                                      |                                      |
| Срби                                 | Срби                                 |                                      | 664                                  | 96,23%                               |
| Власи                                | Власи                                |                                      | 2                                    | 0,28%                                |
| непознато                            | непознато                            |                                      | 24                                   | 3,47%                                |

| Година пописа     | 1948. | 1953. | 1961. | 1971. | 1981. | 1991. | 2002. |
| ----------------- | ----- | ----- | ----- | ----- | ----- | ----- | ----- |
| Број домаћинстава | 254   | 264   | 298   | 277   | 263   | 254   | 207   |

| Број чланова      | 1  | 2  | 3  | 4  | 5  | 6  | 7  | 8 | 9 | 10 и више | Просек |
| ----------------- | -- | -- | -- | -- | -- | -- | -- | - | - | --------- | ------ |
| Број домаћинстава | 45 | 43 | 27 | 30 | 29 | 19 | 13 | 1 | 0 | 0         | 3,33   |

| Пол    | Укупно | Неожењен/Неудата | Ожењен/Удата | Удовац/Удовица | Разведен/Разведена | Непознато |
| ------ | ------ | ---------------- | ------------ | -------------- | ------------------ | --------- |
| Мушки  | 283    | 72               | 176          | 27             | 7                  | 1         |
| Женски | 321    | 58               | 175          | 72             | 16                 | 0         |
| УКУПНО | 604    | 130              | 351          | 99             | 23                 | 1         |

| Пол    | Укупно                    | Пољопривреда, лов и шумарство | Рибарство                            | Вађење руде и камена | Прерађивачка индустрија       |
| ------ | ------------------------- | ----------------------------- | ------------------------------------ | -------------------- | ----------------------------- |
| Мушки  | 134                       | 87                            | 0                                    | 0                    | 7                             |
| Женски | 107                       | 70                            | 0                                    | 0                    | 6                             |
| УКУПНО | 241                       | 157                           | 0                                    | 0                    | 13                            |
| Пол    | Производња и снабдевање   | Грађевинарство                | Трговина                             | Хотели и ресторани   | Саобраћај, складиштење и везе |
| Мушки  | 1                         | 1                             | 13                                   | 2                    | 5                             |
| Женски | 0                         | 0                             | 8                                    | 1                    | 0                             |
| УКУПНО | 1                         | 1                             | 21                                   | 3                    | 5                             |
| Пол    | Финансијско посредовање   | Некретнине                    | Државна управа и одбрана             | Образовање           | Здравствени и социјални рад   |
| Мушки  | 0                         | 0                             | 4                                    | 6                    | 5                             |
| Женски | 1                         | 0                             | 0                                    | 6                    | 13                            |
| УКУПНО | 1                         | 0                             | 4                                    | 12                   | 18                            |
| Пол    | Остале услужне активности | Приватна домаћинства          | Екстериторијалне организације и тела | Непознато            | Непознато                     |
| Мушки  | 1                         | 0                             | 0                                    | 2                    | 2                             |
| Женски | 1                         | 0                             | 0                                    | 1                    | 1                             |
| УКУПНО | 2                         | 0                             | 0                                    | 3                    | 3                             |